# MBK Dynamo Moskau
MBK Dynamo Moskau ist ein Basketballclub aus Moskau. Er gehört zum Sportverein Dynamo, der 1923 gegründet wurde.
Dynamo Moskau gewann zweimal die UdSSR-Meisterschaft (1937 und 1948) und wurde zweimal Vize-Meister der UdSSR (1944 und 1990), sowie zweimal russischer Vize-Meister (1995 und 1996).
1997 wurde der Verein wegen finanzieller Probleme aufgelöst, im Jahr 2001 aber neu gegründet.
Der europäische ULEB Cup wurde 2006 gewonnen, im Folgejahr erreichte man das Viertelfinale der Europaliga. 
Für die Saison 2007/08 wurde als Trainer Svetislav Pešić verpflichtet, der dort jedoch nur bis April des folgenden Jahres blieb.
Zusammen mit neun anderen Vereinen trat 2010 Dynamo aus der Superleague Russland aus, um an der neu gegründeten Professionalnaja Basketbolnaja Liga teilzunehmen. Aus finanziellen Gründen wurde der Verein jedoch nach einem Jahr aus dieser Liga ausgeschlossen.
Mit Beginn der Saison 2012/13 startet Dynamo Moskau wieder in der zweiten russischen Liga, der Superliga.